# Comes Italiae

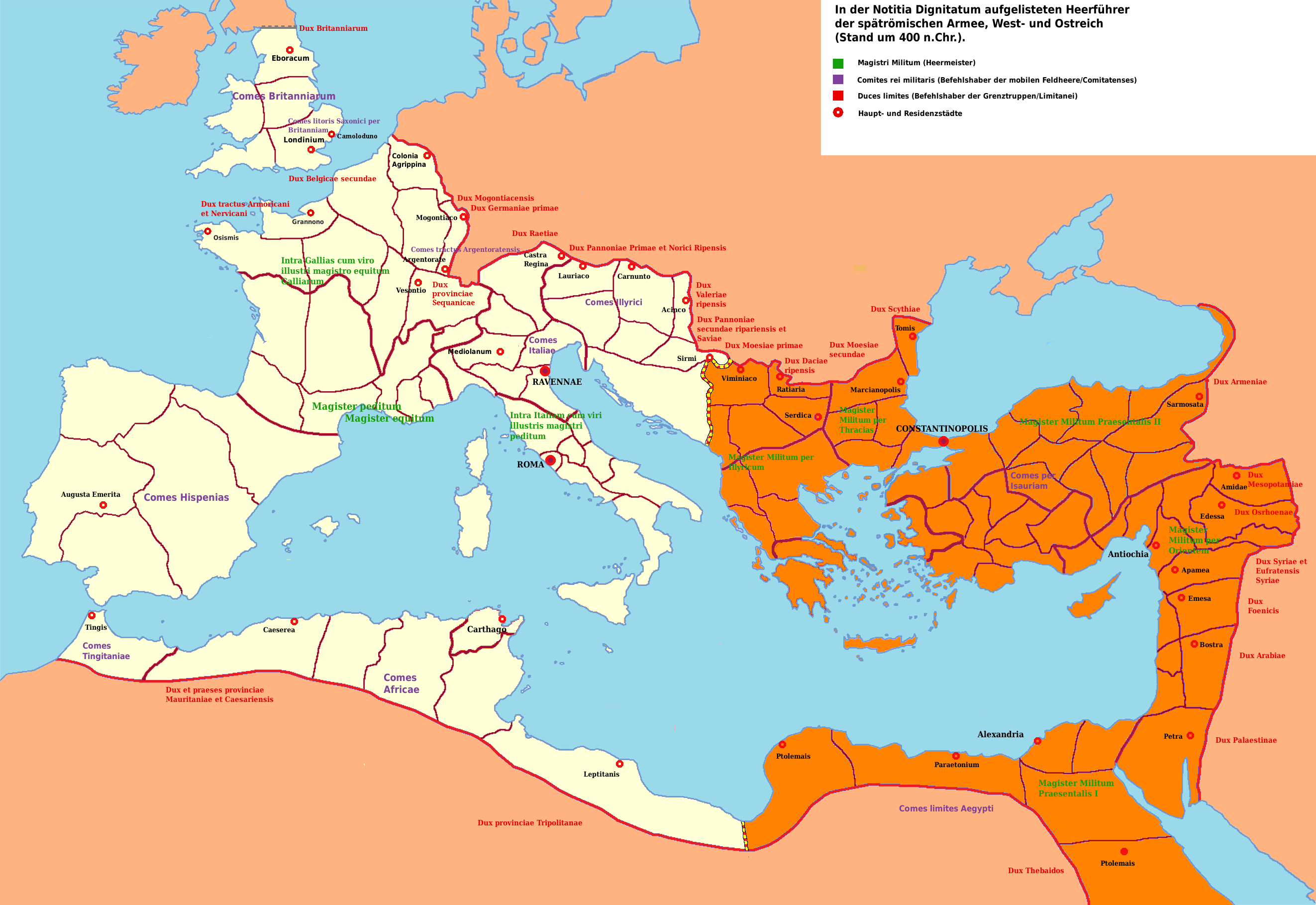
Heerführer der Comitatenses und Limitanei im 5. Jahrhundert n. Chr.

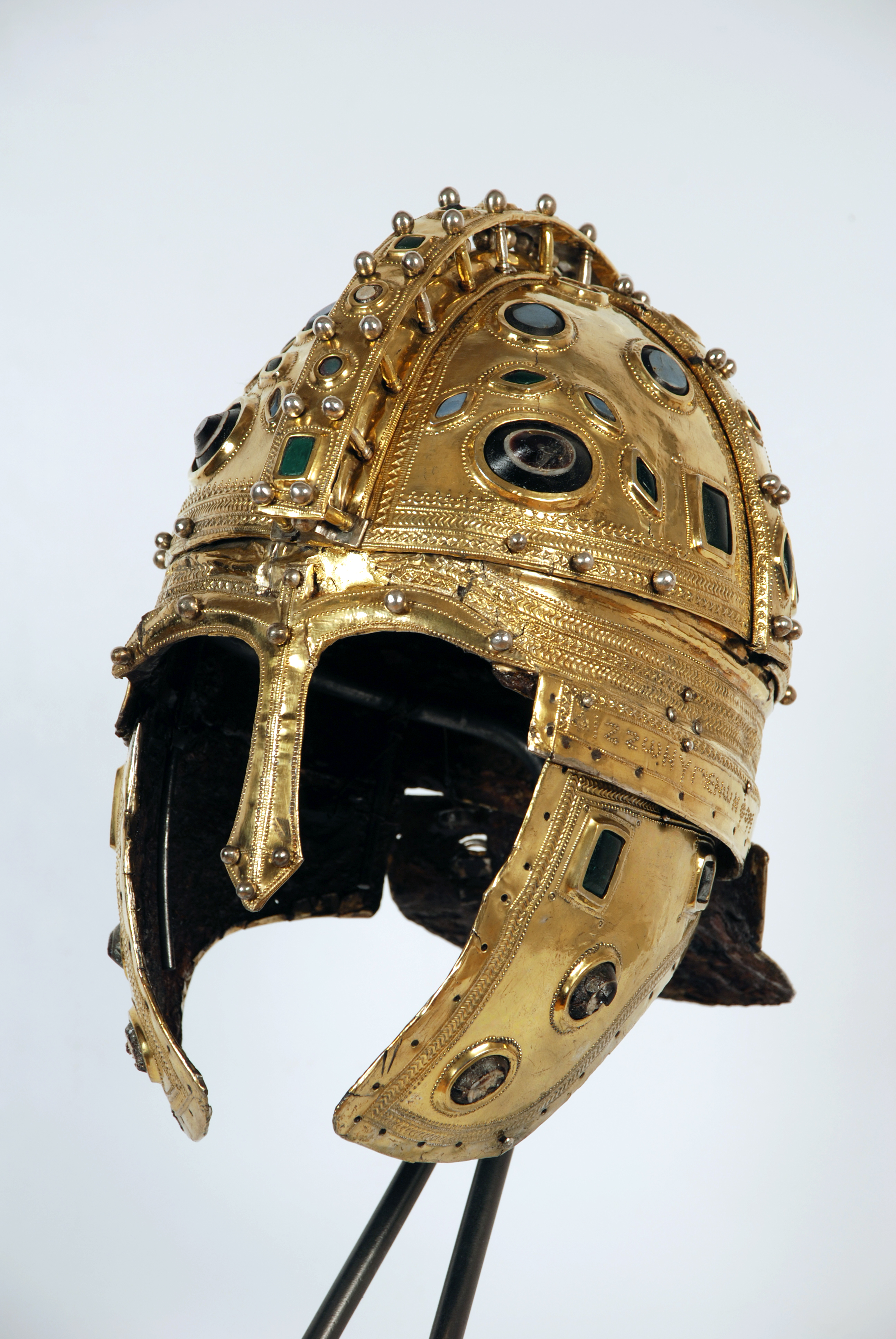
Spätrömischer Offiziershelm vom Typ Berkasovo I, 4. Jahrhundert

Illustration des Tractus Italiae circa Alpes in der Notitia Dignitatum

Der Comes Italiae war in der Spätantike Befehlshaber von mobilen Eingreiftruppen (Comitatenses) der weströmischen Armee, die im Kernland des Reiches, Italien, operierten.
Namentlich bekannte Comites:
- Generidus (408)
- Ricimer (Mitte 5. Jahrhundert)[1]

## Definition
Der Titel comes wurde in der Regel an Mitglieder der höchsten Rangklasse des Adels (vir spectabilis) bzw. die engsten Vertrauten des Imperators verliehen. In der spätrömischen Armee übertrug er sich dann auch auf die Kommandeure der mobilen Feldarmeen oder Offiziere, die mit zeitlich begrenzten Sonderkommandos betraut wurden (Comes rei militaris). Sein direkter Vorgesetzter war der Magister peditum praesentalis (der Hofheermeister) des Westens für die Infanterie und der Magister equitum praesentalis für die Kavallerie.

## Funktion
Das Amt ist nur aus der Notitia Dignitatum Occidentum bekannt. Die Nachverfolgung seiner Geschichte gestaltet sich mangels anderer zeitgenössischer Quellen äußerst schwierig und ist zum größten Teil reine Spekulation. Im Kapitel des Comes werden weder sein Verwaltungsstab (officium), noch Truppeneinheiten, deren kommandierende Offiziere oder Festungsstädte bzw. Kastelle, in denen sie stationiert waren, angegeben. Vermutlich waren sie Bestandteil der Armeen des Magister peditum bzw. des Magister equitum und wurden daher auch von deren Verwaltung administriert.

## Kommandobereich
Der Comes und die Angabe seines Zuständigkeitsbereiches scheinen noch zusätzlich im Kapitel des Magister peditum auf. Sein Militärbezirk (tractus) erstreckte sich im Wesentlichen auf die Städte und Kastelle in Norditalien und die Sperrwerke in den Julischen Alpen. Der Einsatzraum der italienischen Feldarmee umfasste aber wohl auch die übrigen italischen Provinzen (intra italiam):
- Liguria (Liguria und Westpiemont)
- Transpadana (Piemont und Lombardei)
- Venetia et Histria (Veneto, Friaul-Julisch Venezien und Trentino-Alto Adige)
- Aemilia (Emilia-Romagna)
- Tuscia, (Etruria et Umbria, heute Toskana und Umbrien)
- Flaminia (Picenum und der vormalige Ager Gallicus, Region Marken)
- Latium et Campania (Küste von Latium und Kampanien)
- Samnium (Abruzzen, Molise und Irpinia)
- Apulia et Calabria (Apulien)
- Lucania et Bruttium (Basilicata und Kalabrien)
- Sicilia (Sizilien und Malta)
- Corsica et Sardinia (Korsika und Sardinien)

Ein bemerkenswertes Detail der Abbildung seines Zuständigkeitsbereiches in der Notitia Dignitatum Occ. sind zwei mit Türmen und Zinnen bewehrte Mauern. Wahrscheinlich eine Darstellung der Befestigungen der Claustra Alpium Iuliarum, deren Vollausbau erst im 4. Jahrhundert abgeschlossen worden war. Sie sollten vor allem die Fernverkehrsstraßen durch den Birnbaumer Wald schützen. Die Route über die Julischen Alpen war für Eindringlinge aus dem Nordosten der schnellste Weg nach Italien. Die dortigen Sperrmauern und Kastelle waren aber vermutlich gar nicht mehr mit römischen Soldaten besetzt, als die Notitia Dignitatum erstellt wurde. Die Darstellung des Castrum Italia soll möglicherweise die Zuständigkeit dieses Comes für alle Provinzen bzw. Militärstützpunkte auf der Italienischen Halbinsel symbolisieren. Es könnte damit aber auch eine alte römische Veteranenkolonie, die Festungs- und Handelsstadt Aquileia, gemeint sein. Aufgrund ihrer Schlüsselposition diente sie lange als Bollwerk gegen Einfälle von Feinden aus dem Norden.

## Entwicklung
Guido Clemente ist der Ansicht, dass die comitiva zwischen 401 und 405 eingerichtet wurde. In dieser Zeit war die Alpenregion Schauplatz der Kämpfe gegen Alarich I. und Radagais. Die italische Feldarmee galt in dieser Dekade als die kampfkräftigste des Westreichs. Nachdem der Magister militum selbst das Kommando über die Armee in Italien übernommen hatte, wurde das Amt wieder abgeschafft. Arnold H. M. Jones vermutet, dass der Comes Italiae mit Etablierung des Comes Illyrici, dessen Zuständigkeitsbereich u. a. die Provinzen Noricum und Rätien umfasste, überflüssig wurde. Um 456 könnte auch der spätere Magister militum, Flavius Ricimer, das Amt eines Comes von Italien bekleidet haben, da ihn Kaiser Avitus mit der Abwehr der Vandalen auf Korsika und der Sicherung der Getreidelieferungen für die Stadt Rom aus Afrika und Sizilien betraute.

## Truppen
Welche Einheiten unter seinem direkten Kommando standen, ist mangels diesbezüglicher Schriftquellen unbekannt. Die Schildmuster wurden in der westlichen Notitia Dignitatum überliefert. Die nachfolgend aufgelisteten Einheiten gehörten zur Italienarmee des Magister peditum. Sie dienten zum Schutz der italischen Provinzen und könnten im Krisenfall dem Comes Italiae unterstellt gewesen sein. Der Großteil der weströmischen Armee bestand aus Infanteristen, obwohl auch Bogenschützen und berittene Bogenschützeneinheiten in den Quellen häufig erwähnt werden. Die Infanterieeinheiten wurden wohl größtenteils unter Diokletian und Konstantin aufgestellt. Die Kavallerieeinheiten umfassten wahrscheinlich zwischen 500 und 1000 Mann (inklusive der Stallburschen). Die Herkunft der Soldaten in der italienischen Feldarmee ist sehr unterschiedlich: Grabinschriften von Aquileia und Concordia aus dem 4. und frühen 5. Jahrhundert erwähnen u. a. Bataver, Heruler, Salfranken und Vandalen. Die ethnische Zusammensetzung der nichtrömischen Einheiten wurden aber – in den meisten Fällen – mit der Zeit immer mehr durchmischt.

## Distributio Numerorum
Laut der ND Occ. standen dem Comes möglicherweise folgende Einheiten zur Verfügung:

### Gardeeinheiten (Kavallerie)
| Einheiten                                    | Bemerkung | Abbildung |
| -------------------------------------------- | --- | --------- |
|                                              | Comitatenses – Vexillationes palatina |           |
| Comites seniores                             | Comites bedeutet Gefährten oder Gefolgsleute; damit war insbesondere das Gefolge des Kaisers gemeint. Eine Inschrift, auf der vielleicht die Comites seniores (oder eine ähnliche Truppe) erwähnt wird, stammt vom Gräberfeld der Colonia Iulia Concordia (heute Portogruaro in der Provinz Veneto, Italien). Die Inschrift erwähnt einen Centenarius, Flavius Roveos, die sich – um die fehlenden Buchstaben erweitert – vielleicht als „equitum comit[um] seni(orum) sagit(tariorum)“ auflösen lässt. Eine weitere Einheit der - Comites seniores (Vexillationes palatinae) sind unter dem Magister militum praesentalis II (Ostreich) aufgelistet. Bogenschützen der - Comites sagitarii iuniores (Vexillationes palatinae), standen in der Armee des Magister militum praesentalis I (Ostreich). Das Schildmuster ist sehr einfach gehalten, roter Rand auf Indigo- oder Purpurgrund, der Schildbuckel ist mit denselben Farben geviertelt. Dass gerade eine Eliteeinheit ein so simples Schilddesign führte ist nicht überraschend. Im Gegensatz zu den stationären Limitanei waren die Feldarmeen immer in Bewegung und mussten auf Ausrüstung aus wechselnden Bezugsquellen, die über das ganze Reich verteilten kaiserlichen Fabricae (Waffenfabriken), zugreifen. Schilde wurden in der Schlacht oft schwer beschädigt und mussten danach meist durch neue ersetzt werden. Daher ist es wahrscheinlich, dass eine aufwendige Bemalung bei den Comitatenses nicht so gerne gesehen wurde. Dies passt auch zu einer Erwähnung beim Chronisten Ammianus Marcellinus, nach der die Comitatenses im 4. Jahrhundert oft in Kämpfe verwickelt wurden. |           |
| Equites promoti seniores                     | Der Name Promoti bedeutet "fortgeschritten, befördert", er wurde wohl ursprünglich als Auszeichnung an verdiente Soldaten verliehen. Später waren unter diesem Begriff ausgesuchte Legionsreiter, die im 3. Jahrhundert unter Gallienus zu einer eigenständigen Reiterarmee zusammengefasst wurden, bekannt. Dies führte offensichtlich später zur Bildung von zahlreichen Promotieinheiten, wie die Truppenlisten der Notitia beweisen. Sie standen aber meist in den Reihen der Limitanei. Die Equites promoti seniores könnten ebenfalls im 3. Jahrhundert aus einer Legion zunächst in den kaiserlichen Comitatus abkommandiert worden sein. Eine namensgleiche Einheit stand – als ranghöchste – in der Armee des Magister militum praesentalis I (Ostreich). Wie bei allen östlichen Kavallerieeinheiten wurde das Schildmuster der östlichen Equites promoti seniores jedoch nirgendwo überliefert. Das Schildmuster der westlichen Equites promoti seniores ist ebenfalls sehr einfach gehalten, roter Grund mit einem weiß und blau geviertelten Schildbuckel. Es ist den Schildmustern der Equites sagittarii Parthi iuniores und der Taurunenses sehr ähnlich. Diese unterscheiden sich nur darin, dass deren Schildbuckel weiß oder schwarz eingefärbt war. Das Schildzeichen der Equites promoti iuniores, hatte einen violetten Grund. |           |
| Equites brachiati seniores                   | Brachiati könnte sich von – bei den Kelten beliebten – Armbändern (Bracciale) und Hosen (Bracae) ableiten. Außer der o. g. Einheit sind noch fünf andere dieses Namens aus der Notitia bekannt: die - Brachiati Seniores, Auxilia palatina in der Armee des Magister peditum (siehe unten), die - Equites Brachiati iuniores in der Armee des Magister equitum per Gallias, sie scheinen aber nicht in der Liste des Magister equitum auf, die - Brachiati iuniores, Auxilia palatina unter dem Kommando des Magister militum praesentalis I (Ostreich) und die - Equites Brachiati iuniores, eine Vexillationes palatinae unter dem Magister militum praesentalis II (Ostreich). Das Schildmuster der Einheit zeigt einen dunkelgrünen Grund und roten Rand, mit einem weißen, zweiköpfigen, zoomorphen, Motiv im Zentrum. Letztere kommen in der Notitia häufig vor, insbesondere bei den Auxilia Palatina. Die Equites Brachiati seniores sind jedoch die einzige Kavallerieeinheit in der Notitia die ein solches Motiv führen. Nur die Equites Mauri alites des Magister equitum Galliarum trugen eine ähnliche Bemalung auf ihren Schilden, bei der allerdings die beiden Tierköpfe nicht miteinander verbunden sind. Zoomorphe Motive sind ansonsten noch aus Bildquellen in Nordeuropa bekannt, wie z. B. der schwedischen Torslunda-Bronzetafel aus dem 6. Jahrhundert. |           |
| Equites cornuti seniores                     | Der Name Cornuti bedeutet "die Gehörnten". Diese Reitertruppe findet sich sowohl in der italischen als auch in der gallischen Feldarmee, während ihre Schwestereinheit, die Equites Cornuti iuniores, aus heute unbekannten Gründen (Abschreibfehler ?) dort nirgends aufscheint. Vielleicht waren die iuniores Teil der gallischen und die seniores standen in der italischen Armee. Das Schildmuster ist wiederum recht einfach gehalten, weißer Grund, mit blauen Schildbuckel umgeben von einem roten Band. Es scheint aber – im Gegensatz zu den Infanteristen der Cornuti seniores – in keinerlei Zusammenhang mit der Einheitsbezeichnung zu stehen. |           |
| Comites Alani                                | Die Einheit gehörte ebenfalls zum engsten Gefolge des Kaisers. Alle diese Einheiten waren beritten. Die Alani waren ein Zweig des Reitervolkes der Sarmaten, die ursprünglich im Norden des Kaukasus siedelten und später vor den Hunnen nach Westen fliehen mussten. In dieser Zeit wurde auch die westliche Notitia aktualisiert (ca. 395–420). Die Alanen schlossen sich den Vandalen an und gelangten mit ihnen schließlich bis nach Spanien bzw. Portugal. Einige von ihnen wurden möglicherweise auch in Gallien sesshaft. Die Comites Alani wurden wahrscheinlich anfangs aus diesen Alanenstämmen rekrutiert. Sarmatenfoederaten standen auch in Italien (siehe weiter unten). Das Schildmuster zeigt eine Art roter Säule auf weißen Grund, die sich vom unteren Rand bis zum Schildbuckel zieht, umgeben von einem weißen Band. Das Symbol hat eine große Ähnlichkeit mit dem der Equites constantes Valentinianenses seniores (siehe unten). |           |
| Equites constantes Valentinianenses iuniores | Ihre Namen beziehen sich vermutlich auf die Kaiserdynastie unter der sie aufgestellt wurden. Entweder Valentinian I. oder Valentinian II., in der Zeit von Valentinian I. (Westen) und Valens (Osten) wurde die römische Armee zwischen den beiden Reichshälften aufgeteilt. Eine Rekrutierung unter Valentinian III. erscheint daher nicht plausibel. Constantes bedeutet beharrlich, standhaft. Dieser Ehrenname könnte den Soldaten entweder für außerordentliche Leistungen im Kampf oder für ihre Treue in einer der zahlreichen Bürgerkriege zuerkannt worden sein. Sie sind, lt. Otto Seek, vermutlich mit den Equites constantes Valentinianenses seniores unter dem Magister equitum ident. |           |

### Gardeeinheiten (Infanterie)
| Einheiten                   | Bemerkung | Abbildung |
| --------------------------- | --- | --------- |
|                             | Comitatenses – Auxilia palatina |           |
| Mattiarii iuniores          | Mattiarii leitet sich vermutlich von Mattiobarbuli (oder Plumbatae) ab, kleine, mit Blei beschwerte, an der Innenseite des Schildes getragene Wurfpfeile (Vegetius 1.17). Martiobarbuli bedeutet "kleine Widerhaken des Mars". Das Schildmuster ihrer Schwestereinheit, die Mat(t)iarii seniores, einer der Legiones Palatina-Einheiten in der Armee des Magister militum praesentalis I (Ostreich), unterscheidet sich jedoch deutlich von der der westlichen Einheit. In der Armee des Magister militum praesentalis II (Ostreich) standen ebenfalls Soldaten der Mat(t)iarii seniores. Das Schildzeichen zeigt einen in Indigo und Weiß geviertelten Schildbuckel, der in Rot eingefasst ist. Auch der Schildrand ist in Rot gehalten. Der Grund ist in sechs, radial angeordnete Sektoren unterteilt, die abwechselnd gelb und blau gefärbt sind. Derartige Sektormuster finden sich noch bei drei anderen westlichen Legionen: den - Moesiaci seniores, den - Armigeri propugnatores iuniores (Comes Africae) und den - Pacatianenses (Comes Illyrici). |           |
| Cornuti seniores            | Cornuti bedeutet möglicherweise "die Gehörnten". Laut dem Chronisten Ammianus Marcellinus waren sie – gemeinsam mit den Brachiati – für ihren furchterregenden Kriegsruf (baritus) berüchtigt. In der Notitia occ. sind die Brachiati seniores gleich nach den Cornuti gelistet, während die Brachiati iuniores unter dem Kommando des Magister militum praesentalis I (Ostreich) standen. Es wird angenommen, dass sie ursprünglich zu den Eliteeinheiten der Armee Konstantins I. zählten, und u. a. an der Vernichtung seines Gegenspielers Maxentius im Jahr 312 (Schlacht an der Milvischen Brücke) beteiligt waren. Unter Julian Apostata standen sie in Gallien und wurden seit 355 an der Rheingrenze eingesetzt. 357 nahmen sie unter ihrem Tribun Bainobaudes an einem Angriff auf die Alamannen teil, die auf römischen Gebiet geplündert und sich später auf einer kleinen Insel im Rhein verschanzt hatten. Noch im selben Jahr führte Julian die Cornuti in die Schlacht von Argentoratum. Als die alamannische Kavallerie die römischen Reiter zur Flucht zwang, hielten sie Cornuti und Brachiati so lange auf, bis Julian seine Kavallerie wieder zum Gegenangriff versammeln konnte. Obwohl die Römer siegreich waren, wurde der Tribun der Cornuti, Bainobaudes, getötet. Einige Forscher glauben, auf einem – auf dem 315 fertiggestellten Konstantinsbogen befindlichen – Relief der Belagerung von Verona (312), Soldaten der Cornuti zu erkennen. Einer trägt einen mit Hörnern verzierten Helm. Diese "Hörner" könnten aber auch Federn darstellen. Oberhalb des Schildbuckels ist eine geflügelte Victoria zu sehen. Weiter unten stehen sich zwei gehörnte Kreaturen gegenüber. Möglicherweise Steinböcke, Michael Speidel hält sie für Drachen. Es könnte sein, dass auf diesem Relief das ursprüngliche Schildmuster der Cornuti dargestellt ist, noch bevor sie in östliche und westliche Divisionen aufgeteilt wurden. Diese Interpretation ist jedoch alles andere als sicher, da nicht bekannt ist, ob das Relief auch tatsächlich aus der Entstehungszeit des Konstantinsbogens stammt. Einige Dekorationselemente des Triumphbogens wurden offensichtlich aus abgerissenen Gebäuden früherer Zeiten entnommen. Das Schildmuster zeigt einen weißen Grund mit einem – anscheinend – zoomorphen Motiv dem allerdings die Köpfe zu fehlen scheinen. Ähnliche Motive werden im Westreich noch von zwei weiteren Auxilia-Palatina-Einheiten geführt: - Brachiati Seniores und - Petulantes Seniores. Das Schildmuster der westlichen Cornuti Iuniores weist keinerlei Ähnlichkeit auf, im Gegensatz zu dem der Sagittarii Nervii, das eindeutig einem Bezug zur Schildbemalung der östlichen Cornuti annehmen lässt. Eine weitere Cornuti-Einheit (Auxilia palatina) scheint in der Notitia unter dem Kommando des Magister militum praesentalis II (Ostreich) auf. Ihr Schildmuster ähnelt entfernt dem der westlichen Cornuti seniores. |           |
| Brachiati seniores          | Aus der Notitia sind noch weitere Brachiati-Einheiten bekannt: die - Equites Brachiati seniores, Magister equitum (Italienarmee, siehe oben), - Equites Brachiati iuniores, Magister equitum (Gallienarmee), - Equites Brachiati iuniores, Magister militum praesentalis II (Ostreich). Die Einheit des Magister equitum Galliarum, könnte mit den Brachiati ident sein, die in der Infanterieliste des Magister peditum angeführt sind. Eine Inschrift, die einen Numeri Brachiatorum erwähnt, fand sich im Gräberfeld der Colonia Iulia Concordia (Portogruaro, Italien). Der Verstorbene, Flavius Odiscus, war – angesichts der Lage des Gräberfelds in Italien und der Stationierung der (westlichen) Equites Brachiati iuniores in Gallien – vielleicht ein Angehöriger der Brachiati seniores oder auch der Equites Brachiati seniores. Das Schildmuster der Brachiati seniores hat einen blauen Grund, umgeben von einem roten Rand mit einem gelben, zoomorphen Motiv im Zentrum. Bei dieser Version fehlen vermutlich ebenfalls die Köpfe, wie auch bei den Cornuti seniores und den Petulantes seniores. |           |
| Petulantes seniores         | Petulantes bedeutet "launisch, eigensinnig" oder auch "mutig". In der Chronik des Ammianus Marcellinus werden die Petulantes mehrmals erwähnt. Es ist möglich, dass sie in der Schlacht an der Milvischen Brücke (312) auf Seiten Kaiser Konstantins I. gekämpft haben. Möglicherweise hat er sie auch auf seinem Triumphbogen in Rom darstellen lassen. Im 4. Jahrhundert standen sie als Eliteeinheit in der Armee des Julian Apostata, dem Cäsar des Westens. Sie wurden zu dieser Zeit in Gallien und an der Rheingrenze eingesetzt. Die Anzahl ihrer Soldaten belief sich auf rund 500 Mann. Um schlagkräftiger zu sein, wurden sie bei Feldzügen mit den Celtae vereinigt. Nach dem strategischen Grundsatz Diokletians wurden die neuen Militärprovinzen mit je zwei Legionen besetzt. Auch in den Abteilungen, die aus diesen Einheiten für das Feldheer ausgezogen wurden, galt das Prinzip der Doppeltruppen, um durch interne Konkurrenz die Kampfmoral zu stärken. In der Truppenliste der Notitia sind die Petulantes seniores unmittelbar vor den Celtae seniores gelistet. Zusammen mit ihnen traten sie u. a. in der Nähe von Sanctium (Raetia) den Alamannen entgegen. 357 waren die Petulantes auch an der Schlacht von Argentoratum beteiligt. Als der bei seinen Männern äußerst beliebte Julian im Winter 361 bei Civitas Parisiorum lagerte, befahl ihn Kaiser Constantius II. (Augustus des Ostens), einige seiner Einheiten (einschließlich der Petulantes) an das Ostreich abzugeben. Daraufhin empörten sich die Soldaten, da ihnen zugesichert worden war, sie nicht außerhalb Galliens einzusetzen. Ein Standartenträger der Petulantes, Maurus, brachte Julians Porträt auf seinem Feldzeichen an und die Armee rief ihn zum Augustus aus. 365 teilten Valentinian I. und sein Bruder und Mitregent Valens Reich und Armee in zwei Teile. Es wäre möglich, dass die Petulantes bei dieser Gelegenheit in seniores (Westreich) und iuniores (Ostreich) aufgeteilt wurden. Die Petulantes iuniores, kämpften unter dem Kommando des Magister militum per Illyricum (Ostreich). Die Celtae iuniores standen jedoch in der Armee des Comes Africae. Es ist weitgehend sicher, dass die Petulantes und Celtae des Ammianus mit den Petulantes seniores und Celtae seniores der Notitia identisch sind. Das Schildmuster ist relativ simpel gestaltet; gelber Grund mit einem blauen, zoomorphen Motiv (wieder ohne Köpfe) und Schildbuckel im Zentrum. Ebenso wie die der Cornuti seniores und der Brachiati seniores (siehe oben). |           |
| Regii                       | Regii bedeutet "die königlichen". Die Einheit war vielleicht ursprünglich das Gefolge des Chrocus, ein Alamannenkönig der 306 maßgeblich an der Erhebung von Konstantin I. zum Augustus des Westens, in Eburacum (York), beteiligt war. Auf Feldzügen wurden sie mit den Batavi zu einer operativen Einheit zusammengefasst. Sie kämpften 357 unter Julian Apostata in der Schlacht von Argentoratum. Nach der Reichsteilung im späten 4. Jahrhundert standen die Regii Iuinores unter dem Kommando des Magister militum praesentalis II (Ostreich). Angehörige der Regii werden auch in einer Inschrift vom Gräberfeld der Colonia Iulia Concordia (Portogruaro in Veneto, Italien) erwähnt. Eine dort bestattete Frau, Flavia Optata, war vielleicht die Gefährtin eines Soldaten der westlichen Regii (seniores). Das Schildzeichen zeigt einen in Rot und Weiß geviertelten Schildbuckel, der mit einem roten Band eingefasst ist. Auch der Schildrand ist in rot gehalten. Der Grund ist in sechs, radial angeordnete Sektoren unterteilt, die abwechselnd dunkelgrau und weiß gefärbt sind. Derartige Sektorenmuster finden sich noch bei drei anderen westlichen Legionen. |           |
| Celtae seniores             | Celtae bezeichnet wohl Stammesangehörige der Kelten oder Gallier, aus denen die Einheit ursprünglich rekrutiert wurden. Laut Ammianus Marcellinus operierten die Celtae in Feldzügen im Verbund mit den Petulantes. In der Notitia Occ. sind die Celtae seniores auch unmittelbar hinter den Petulantes seniores gereiht. Die östliche Schwestereinheit, die Celtae iuniores, stand in der Armee des Comes Africae, während die Petulantes iuniores unter dem Magister militum per Illyricum (Ostreich) angeführt werden. Wann die Einheit in seniores und iuniores aufgeteilt wurde, ist unbekannt, wahrscheinlich um die Mitte des 4. Jahrhunderts. Das Schildmuster besteht aus einem gelben, zoomorphen Motiv auf roten Grund. Die von den Celtae seniores geführte Version zeigt einen dreizackigen Hals/Nacken und sieht demjenigen der Exculcatores iuniores Britanniciani, Armee des Comes Hispaniarum und Falchovarii unter dem Magister militum praesentalis II (Ostreich), sehr ähnlich. Neben seinen zahlreichen Beispielen in der Notitia ist dieses Motiv aus einer Reihe von Bildquellen aus Nordeuropa bekannt (Torslundatafel aus dem 6. Jahrhundert). |           |
| Heruli seniores             | Heruli bezieht sich auf den ostgermanischen Stamm der Heruler, aus deren Angehörigen die Truppe ursprünglich rekrutiert wurde. Während die meisten von ihnen auf dem Territorium der heutigen Ukraine lebten, siedelte ein Teil auch im Westeuropa, möglicherweise Abkömmlinge der östlichen Heruler. Lt. Ammianus Marcellinus wurden die Heruli auf Feldzügen mit den Batavi vereinigt. In der Notitia Occ. werden die Heruli (seniores) neben den Batavi (seniores) gelistet. Eine Vexillation der Batavi seniores stand in der Armee des Magister militum praesentalis I (Ostreich). In der Notitia werden jedoch keine Heruli iuniores angeführt. Möglicherweise wurden sie aufgerieben (Schlacht von Adrianopel, 378?) oder aufgelöst, noch bevor das Dokument erstellt wurde. Das im Bodleian Manuscript der Notitia abgebildete Schildmuster ist sehr einfach gehalten und besteht aus einem roten Rand auf weißen Grund. Ein zweites rotes Band umgibt den weiß eingefärbten Schildbuckel. Grabinschriften, die die Heruli seniores nennen, stammen vom Gräberfeld der Colonia Iulia Concordia (Portogruaro, Italien). |           |
| Batavi seniores             | Die Batavi waren ein germanischer Stamm, der in den heutigen Niederlanden siedelte. In der frühen Kaiserzeit stellten sie dem römischen Heer viele Einheiten der Hilfstruppen (Auxilia). In der Notitia werden mehrere Verbände der Batavi seniores angegeben; eine zählt zu den Vexillationes palatinae des Magister equitum Galliarum. Die andere stand als Auxilia palatinae in der Armee des Magister militum praesentalis I (Ostreich). Die Schildmuster dieser Einheiten weisen untereinander aber keine signifikanten Ähnlichkeiten auf. Mehrere Inschriften, die die westlichen Batavi seniores erwähnen, stammen vom Gräberfeld der Colonia Iulia Concordia (Portogruaro, Italien). Eine Inschrift aus Ungarn enthält die Buchstabenfolge T BAT, die als "T (ribunus) BAT (avorum)" aufgelöst und in das Jahr 303 datiert wurde. Vermutlich zählten die Batavi, Cornuti und Regii zu den ältesten Auxilia palatina. Die Cornuti dürften spätestens 365 in seniores und iuniores, neu organisiert worden sein. Es ist daher durchaus möglich, dass die Batavi im selben Zeitraum zwischen West- und Ostrom aufgeteilt wurden. Der Chronist Ammianus Marcellinus erwähnt die Batavi in seiner Chronik viermal. Jedes Mal in Verbindung mit Einheiten, die bei Feldzügen mit anderen Einheiten vereinigt wurden. Eine davon waren die Heruli bzw. Heruli seniores (siehe oben), die in der Notitia unmittelbar vor den westlichen Batavi seniores, in der Armee des Magister peditum (Italienarmee) angegeben werden. Die anderen waren die Regii, die laut Notitia als Auxilia palatina unter dem Kommando des Magister militum praesentalis II (Ostreich) standen. Das Schildmuster zeigt einen dunkelgrünen Schildbuckel auf rotbraunen Grund. Ein kleiner, nach unten zeigender grüner Farbkegel gibt ihm die Form einer Träne. Er ist von einem breiten blauen Band umgeben, das nach unten in eine Art Säule ausläuft, durch die mittig eine grüne Trennlinie bis zum unteren Schildrand verläuft. Es erinnert an die anderen zahlreichen Buckel- und Säulenmuster die in der Notitia zu sehen sind. |           |
| Mattiaci seniores           | Die germanischen Mattiaci lebten, laut dem Bericht des Tacitus aus dem 1. Jahrhundert, in unmittelbarer Nachbarschaft der Bataver. Die nach indigenen Stämmen benannten Einheiten in der Notitia gehörten zu den Auxilia und existierten oft schon mehrere hundert Jahre. Die mit Abstand am besten erforschte Einheit ist die Cohors II Mattiacorum, von der zahlreiche Inschriften und Militärdiplome aus dem frühen 2. Jahrhundert entdeckt wurden. Darunter eine Statuenbasis aus Carnuntum, deren Inschrift als Stifter einen Tribunen dieser Einheit erwähnt. Von welcher früh- oder mittelkaiserzeitlichen Cohors die Mattiaci seniores abstammen könnte ist jedoch unbekannt. Der Stammesname bezog sich in vielen Fällen auf den Hauptort (Metropole) ihres Siedlungsgebietes. Dies war wohl auch bei den Mattiaci der Fall. Aquae Mattiacorum war im zweiten Jahrhundert u. a. als gut besuchter Badeort bekannt (heute Wiesbaden). Nahe Mogontiacum (Mainz-Kastel) entstand im 4. Jahrhundert der Brückenkopf Castellum Mattiacorum. Spätantike Inschriften, die diese Einheit erwähnen stammen vom Gräberfeld der Colonia Iulia Concordia (Portogruaro, Italien). Eine weitere aus dem französischen Bordeaux. Das Schildmuster hat einen, von einem roten Rand eingefassten weißen Grund und kreuzförmig angeordnete gelbe Ringe auf schwarzen Balken, die vielleicht Kettenglieder darstellen sollen. Die quer dargestellten Ringe (10 Stück) überlappen sich, die längs angeordneten (6 Stück) hingegen nicht. Der Schildbuckel ist schwarz, umgeben von einem gelben Band. Es sieht dem der Ascarii seniores, Auxilia palatina in der Armee des Magister peditum und Comes Hispaniarum, zum Verwechseln ähnlich. Ihre Schwestereinheit, die Mattiaci iuniores, stand als Auxilia-Palatina in der Armee des Magister militum praesentalis I (Ostreich). Deren Schildmuster zeigt ebenfalls eine Kreuzform und einen roten Rand, jedoch keine Ringe, sondern stattdessen vier Raben. |           |
| Iovii seniores              | Der Name bezieht sich auf den obersten Reichsgott Iupiter. Vielleicht wurden sie unter Diokletian aufgestellt, dieser nahm, nach seiner Proklamation zum Augustus den Namen Iovius an (etwa gleichbedeutend mit „Abkömmling des Iupiter“). Laut dem Chronisten Ammianus Marcellinus wurden die Iovii auf Feldzügen mit den Victores vereinigt. Ihre östliche Schwestereinheit, die Iovii iuniores, stand in der Armee des Comes Illyrici. In der Truppenliste des Magister militum praesentalis I sind Victores angegeben. Es ist jedoch unwahrscheinlich, dass es sich dabei um diejenige Einheit handelt, die Ammianus erwähnt. Auch das Schildmuster ist völlig verschieden vom denjenigen der Iovii. Die dafür in Frage kommende Einheit müssten die Victores seniores sein (siehe unten), die jedoch – außer in der Italienarmee – in keiner anderen Truppenliste der Notitia angegeben werden. A.H.M. Jones glaubt, dass die Victores seniores mit den Victores iuniores Britannicianni unter dem Comes Britanniarum ident sind. Die Victores iuniores standen lt. Notitia unter dem Kommando des Comes Hispaniarum. Das Schildmuster dieser Einheit ist wieder sehr einfach gehalten, blauer Grund und grüner Schildbuckel. |           |
| Cornuti iuniores            | Cornuti wird gemeinhin als "die Gehörnten" übersetzt (zur Namensgebung siehe Cornuti seniores). Wahrscheinlich waren sie ursprünglich eine der Eliteeinheiten in der Armee Konstantins I. Wann sie in seniores und iuniores aufgeteilt wurden, ist unbekannt. Vielleicht bereits um 356, denn eine Inschrift dieses Datums aus Nakolea (Seyitgazi, TR), erwähnt einen NUMERUM IO CORN SEN(Numerus Ioviorum Cornutorum seniorum ?). Damit können aber nicht die westlichen Cornuti seniores gemeint sein, da man von Ammianus weiß, dass sie in diesem Jahr an der Rheingrenze eingesetzt wurden. Dieser Umstand lässt auch annehmen, dass der Name der (westlichen) Cornuti iuniores – wahrscheinlich – beim Abschreiben der Notitia unvollständig überliefert wurde. Diese Inschrift ist die erste bekannte Erwähnung einer Senioreseinheit. Es könnte daher sein, dass die ersten Iuniores/Senioreneinheiten schon vor der Herrschaft Valentinians I. entstanden. E.A. Mehamadiev hat versucht ihre Einführung mit der schwierigen Kompensierung der immensen Mannschaftsverluste, die durch den Krieg des Usurpators Magnentius mit Constantius II. in den 350er Jahren verursacht worden waren, zu erklären.Cornuti iuniores werden in einer, in Latein und Griechisch abgefassten, Inschrift vom Goldenen Tor in Istanbul erwähnt (MILITVM COR [.] VTO [..] M I [.] NIORVM). Ihr Aufstellungsort weist darauf hin, dass es sich hierbei um die im Osten stationierte Vexillation der Cornuti iuniores gehandelt hat. In der Notitia findet sich allerdings kein derartiger Eintrag. Wie die Inschrift aus Nakolae beweist, muss eine solche Einheit aber irgendwann existiert haben. Das Stadttor wurde um 413 erbaut, in der Zeit, als die erste Theodosianische Mauer fertiggestellt und nachdem der östliche Teil der Notitia letztmals aktualisiert wurde. Das Schildmuster zeigt eine geflügelte Victoria, die von einem dunkelroten, gelben und hellroten Band umgeben ist. Die Victoria war eines der Attribute des obersten Reichsgottes Iupiter, dessen Epitheta war Iupiter Victor ("Jovius der Eroberer") und als Symbol für eine militärische Einheit denkbar gut geeignet. Die Göttin ähnelt auf der Darstellung in der Notitia einem christlichen Engel, ab dem späten 4. Jahrhundert wurden diese ebenfalls mit Flügeln dargestellt. Geflügelte Victorien waren schon lange ein Merkmal römischer Schilde, man kann sie auch noch am Konstantinsbogen in Rom sehen. |           |
| Leones iuniores             | Leones bedeutet "die Löwen". Es ist gut möglich, dass der Kopf auf dem Schildsymbol im Original der Notitia einen Löwenkopf darstellte. Claudian beschreibt in seinem Werk In Gildonem, dass Soldaten der Leones 398 in Italien eingesetzt wurden. Das Schildmuster würde sich dann folgerichtig auf ihren Namen beziehen. Die von ihm erwähnte Einheit war wahrscheinlich die Leones seniores. Eine lateinisch-griechische Inschrift am Goldenen Tor in Istanbul nennt ebenfalls Leones. Dennoch ist die dort verwendete Formulierung ungewöhnlich und in erster Linie dürften damit die "Primi sagitarii" gemeint seine, die so in der Notitia nicht angegeben sind. Am ehesten scheinen dafür die Equites primi sagittarii unter dem Magister militum per Orientem (Ostreich) in Frage kommen. Das Schildmuster der Notitia zeigt einen roten Schildbuckel, darüber ein menschlicher Kopf, darunter eine rote Säule, auf blauen Grund. Umgeben wird das Ensemble noch von einem roten Rand. Solche Motive wurden bei den westlichen Auxilia palatina häufig verwendet. |           |
| Exculcatores seniores       | Der Name Exculcatores bedeutet "die alles niedertreten" oder "Dränger", sie werden auch in Flavius Vegetius Epitoma rei militaris erwähnt. Zwei andere – in der Notitia erwähnten – Einheiten tragen ebenfalls den Namen Exculcatores: die - Exculcatores iuniores und die - Exculcatores iuniores Britanniciani. Beide werden in der Armee des Magister peditum als Auxilia palatina angeführt. Ungewöhnlich für eine solche Einheit, wurde ihr Schildzeichen nicht in die Notitia aufgenommen. Auch die Schildbemalungen der nachfolgenden zwei Einheiten in der Truppenliste des Magister peditum, Sagittarii Tungri und Exculcatores iuniores, wurden nicht aufgezeichnet. Es scheint, als wurden vier Schilder von den Kopisten entweder übersehen oder gelöscht. Nur das Schildzeichen der Exculcatores iuniores Britanniciani wurde in der Notitia überliefert. |           |
| Grati                       | Ihr Name könnte sich von Kaiser Gratian (375–383) ableiten. Alle anderen – unter diesen Kaiser aufgestellten oder benannten – Einheiten sind in der Notitia als Gratianenses oder Gratiana gelistet. Er könnte aber auch für „grati“ stehen. Im lateinischen der Ausdruck für "dankbar" und "begünstigt". Besonders letzteres würde gut zu einer Auxilia palatina Einheit passen. Das Schildmuster zeigt im Zentrum zwei hellrote, gegenüberstehende und sich aufbäumende Caniden auf graublauen Grund (vermutlich Wölfe) umgeben von einem grünen Band. Dargestellt sind nur deren obere Hälften. Schildbuckel ist keiner abgebildet. Möglicherweise wurde es in der mittelalterlichen Abschrift der Notitia jedoch von den Kopisten falsch bezeichnet und in Wahrheit von den Salii (seniores) geführt, Auxilia palatina in der Truppenliste des Magister peditum. Eine andere Abteilung der Salii unter dem Magister militum praesentalis I (Ostreich), zeigen ebenfalls zwei Wölfe in ihrer Schildbemalung. |           |
| Sabini                      | Der Name leitet sich von einem der ältesten Völker Italiens ab, den Sabinern. Andere Auxilia palatina Einheiten dieses Namens werden in der Notitia nicht angeführt. Bekannt ist nur eine Kavallerieeinheit, die Ala Sabiniana, die als Limitanei in der Armee des Dux Britanniarum stand. Auf einem in Britannien entdeckten Bleisiegel dieser Truppe ist auf der Rückseite ein Adler eingeprägt Das Schildmuster ist einfach gehalten und zeigt einen grünen Grund, umgeben von einem gelben Rand. Der Schildbuckel ist orangebraun, umgeben von einem gelben Band und außen noch zusätzlich von einem orangeroten Band eingefasst. Gelbe Schildränder kommen in der Notitia relativ selten vor. Es ist jedoch nicht sicher ob es im Original der Notitia tatsächlich das der Sabini war. |           |
| Felices iuniores            | Felices ("die Glücklichen") ist ein häufig vorkommender Name für in der Notitia verzeichneten Einheiten (insgesamt 20 mal). Das in der Notitia überlieferte Schildmuster zeigt einen roten Rand, der einen violetten Grund umgibt. Hauptmerkmal ist ein Kopf mit sehr langen Haaren, im Original der Notitia aber wohl das Haupt des Sonnengottes (Sol Invictus). Es sitzt auf einer weißen Säule die V-förmig geriffelt ist, die Winkel zeigen nach unten. Vermutlich wurde aber auch dieses Schildmuster von den karolingischen Kopisten falsch zugeordnet. Man vermutet, dass es zur vorhergehenden Einheit, den Felices seniores, gehörte. Diese waren zeitweise auch dem Comes Hispaniarum unterstellt. Das Schildmuster gehörte wohl in Wirklichkeit zur nachfolgend angegebenen Einheit, den Gratianenses seniores. |           |
| Atecotti Honoriani iuniores | Honoriani bezieht sich auf den weströmischen Kaiser Flavius Honorius, der um 395, als die Notitia zum ersten Mal zusammengestellt wurde, die Nachfolge seines Vaters Theodosius I. antrat. Die meisten der nach diesem Herrscher benannten Einheiten finden sich auch in der westlichen Notitia, verglichen mit nur sehr wenigen im Osten. Die Atecotti waren Stammesangehöriger einer aus dem Norden Britanniens stammenden Gens. Laut Ammianus fielen sie im späten 4. Jahrhundert im Territorium des römischen Britannien ein. Drei weitere Einheiten, die diesen Namen tragen, finden sich in der Notitia: - Atecotti, Auxilia palatina unter dem Magister militum per Illyricum (Ostreich) - Honoriani Atecotti seniores und - Atecotti iuniores Gallicani, beide Auxilia palatina in der gallischen Armee des Magister equitum. Das Schildmuster hat einen blauen Grund, umgeben von einem roten Rand. Im Zentrum ein (vermutlich) roter Schildbuckel und ein gelbes, zoomorphes Motiv, in der Notitia tritt es extrem häufig ist, insbesondere bei Auxilia palatina Einheiten. |           |
| Brisigavi iuniores          | Die Brisigavi waren ein Teilstamm der Alamannen die im heutigen Breisgau ansässig waren. Ihre Stammeinheit, die Brisigavi seniores, werden vor den Iuniores in der Truppenliste des Magister peditum angeführt und standen zeitweise in der Armee des Comes Hispaniarum. Das Schildmuster hat einen orangeroten Grund der von einem violetten Rand und zusätzlich noch von einem gelben Innenband umgeben ist. Im Zentrum – vermutlich auf den Schildbuckel aufgemalt – befindet sich ein von Flammen oder Sonnenstrahlen umgebenes Gesicht, das wohl den Sonnengott darstellen sollte. |           |
| Mauri Honoriani iuniores    | Als Mauri wurden in der Regel in Nordafrika lebende Nomadenvölker bezeichnet. Es gibt jedoch Hinweise, dass das römische Militär damit nicht die ethnische Zugehörigkeit, sondern eine speziell ausgerüstete Militäreinheit benannte. Von welche Art ist schwer zu sagen. Wahrscheinlich waren damit leichte Einheiten (Kundschafter oder Plänkler) gemeint. Der Beiname Honoriani bezieht sich auf dem weströmischen Kaiser Flavius Honorius. Das Schildmuster ist einfach gehalten, weißer Grund mit einem blauweiß geviertelten Schildbuckel im Zentrum, umrahmt von einem grauen Band. Der Rand ist rot eingefärbt. |           |
| Gratianenses iuniores       | Der Einheitsname bezieht sich wiederum auf den Westkaiser Gratian, der von 367 bis 383 regierte. Die Einheit steht in der Truppenliste der Italienarmee des Magister peditum an vorvorletzter Stelle, was auf eine noch nicht langandauernde Zuteilung zu dieser Heeresgruppe hinweist, als dieser Abschnitt der Notitia noch einmal aktualisiert wurde. Vielleicht wurden die Gratianenses iuniores damals gemeinsam mit den Marcomanni und Pontinenses, den letzten zwei Auxilia-palatina-Einheiten in der Liste nach Italien abgegeben. Weitere nach Gratian benannte Einheiten in den Notitia sind die - Gratianenses seniores, Auxilia palatina in der Gallienarmee des Magister equitum, das - Auxilium Gratianense, eine Einheit der Auxilia unter dem Dux Moesiae primae (Ostreich), die - Milites primi Gratianense, Auxiliare unter dem Dux Scythiae (Ostreich), die - Cohors secunda Gratiana in der Armee des Dux Palaestinae (Ostreich) und schließlich die - Gratianenses unter dem Magister militum per Thracias (Ostreich) aufgeführt. Das Schildmuster zeigt einen violetten Grund, der von einem roten Rand umgeben ist. Das Hauptmerkmal ist ein hellgrüner langhaariger Menschenkopf, der auf einer roten Säule oder Pfahl sitzt. Wie auch bei einigen anderen westlichen Auxilia-Platina-Einheiten kann es aber sein, dass Schildmuster oder Namensvignette durch die Kopisten abseits von seinen ursprünglichen Platz im Original der Notitia platziert wurden. |           |
| Marcomanni                  | Es handelt sich bei dieser Einheit entweder um die in der Notitia Dignitatum angegebenen - Honoriani Markomanni seniores oder die - Honoriani Markomanni iuniores. Beide Einheiten werden in der Liste des Magister peditum geführt. Kaiser Gallienus gestattete im Jahre 262 dem Markomannenkönig Attalus nahe der Grenze zu Oberpannonien ein Reich zu gründen. Laut der westlichen Notitia stand weiters ein Aufgebot Markomannenfoederaten unter dem Kommando des Dux Pannoniae Primae et Norici Ripensis. Eine Reitereinheit, die Equites Marcomanni, dienten in der Armee des Comes Africae. Da die Marcomanni seniores et juniores den Ehrentitel Honoriani führen, erfolgte ihre Aufnahme in die Palastarmee zur Zeit des Kaisers Honorius (384–423). Um diese Zeit (circa 396) überredete die Markomannenkönigin Fritigil ihren Gemahl den christlichen Glauben anzunehmen und sich in den Dienst der Römer zu stellen. |           |

### Feldarmee
| Einheiten             | Bemerkung | Abbildung |
| --------------------- | --- | --------- |
|                       | Comitatenses – Legiones palatinae |           |
| Ioviani seniores      | Der Name leitet sich von Diokletian ab, der sich mit dem obersten römischen Staatsgott Iupiter (Iovius) gleichsetzte. Die Ioviani entstammen einer der, ursprünglich im letzten Viertel des 3. Jahrhunderts aus Illyrern aufgestellten Legionen: - Legio primae Iovia, - Legio quartae Iovia, - Legio quintae Iovia. Aus welcher dieser Legionen die Ioviani seniores hervorgingen lässt sich nicht mehr nachvollziehen. Unter der Herrschaft des Tetrarchen Diokletian (284–305) zählte die Legio V Iovia zu dessen persönlicher Leibgarde. Unter Konstantin I. wurde die alte Praetorianische Garde endgültig aufgelöst und durch die Scholae Palatinae ersetzt. Die Legio V Iovia verlor damals zwar ihren Status als Gardeeinheit, zählte aber weiterhin zu den Comitatenses. Nach der Reichsteilung, 364, wurden die Ioviani in seniores (Westen) und iuniores (Osten) getrennt. Im frühen 5. Jahrhundert standen die - Ioviani iuniores, unter dem Kommando des Magister militum praesentalis I (Ostreich), die - Quinta Iovia (Limitanei) unter dem Oberbefehl des Dux Pannoniae secundae ripariensis et Saviae und die - Legio primae Iovia findet sich als riparenses in der Armee des Dux Scythiae (Ostreich). Wo sich die Legio quartae Iovia in dieser Zeit befand, ist nicht bekannt, sie wird in der Feldarmee des Comes Illyrici vermutet. Es könnte sein, dass die Ioviani seniores aus dieser Legion hervorgingen, die wohl im Norden von Illyricum zum Schutz der westlichen Donauregion stationiert war. Grabinschriften, die Angehörige der Ioviani erwähnen, stammen aus Sremska Mitrovica (SRB), aus Mailand (I) und Trier (D). Das Schildmuster zeigt im Zentrum einen roten Adler (der Aquila war das Attribut des Iupiter) auf blauen Grund, umgeben von einem gelben und einem roten Band. Der Galeriusbogen in Thessaloniki zeigt einen Schild mit Adlermotiv. Dieser ist im Verhältnis zu der Größe des Schildes allerdings viel kleiner dargestellt als diejenigen, die von der in der Notitia gezeigten Ioviani-Legion geführt wurde. |           |
| Herculiani seniores   | Die Herkulianer-Legion – von der die Herculiani seniores abstammen könnten war in tetrarchischer Zeit, im letzten Viertel des 3. Jahrhunderts aufgestellt worden. Ihr Name bezieht sich auf den Mitregenten Diokletians, Maximian, der sich unter den Schutz des Herculius gestellt hatte. Am Galeriusbogen ist ein Schildmuster zu sehen, das den Gott Herkules mit seinen Attributen Keule- und Löwenfell zeigt. Herkules war als Schildmotiv im späten 3. Jahrhundert offensichtlich noch gebräuchlich. Das muss aber 100 Jahre später nicht mehr so gewesen sein. In der Notitia findet sich keine Darstellung dieses Gottes mehr. Der heidnische Herkules war im schon weitgehend christianisierten Heer wohl nicht mehr opportun. Diese Annahme wird durch die Passio Sanctorum Bonosi et Maximiliani gestützt. Die Passio erwähnt zwei Christen, die um 362 als Standartenträger in den Reihen der Ioviani- und Herculiani seniores dienten. Sie sollen während der Regierungszeit von Julian Apostata hingerichtet worden sein, da sie sich geweigert hatten, die christlichen Symbole auf ihren Standarten durch die alten Götterbildnisse zu ersetzen. In der Tat scheint es, dass die Herculiani seniores bis zur Herrschaft von Konstantin I. ein Bildnis des Herkules auf ihren Standarten trugen, vielleicht auch noch bis zu Eugenius Usurpation 392–394. Das Schildmuster gleicht stark den Schildbemalungen vier anderer Legionen: - den Ioviani seniores, - den Herculiani seniores, - den Ioviani iuniores und - den Herculiani iuniores, Die Seniores standen unter dem Kommando des Magister peditum, die Iuniores unter dem Magister militum praesentalis I (Ostreich). Die Limitanei/Riparensis der - Legio Secunda Herculia und der - Legio Secunda Herculiana standen unter dem Befehl des Dux Scythiae (Ostreich). Ihre Schildmotive wurden in der Notitia nicht überliefert. |           |
| Divitenses seniores   | Der Name leitet sich vom Castrum Divitia (Deutz, D) ab, ein von Konstantin I., gegenüber der Colonia Claudia Ara Agrippinensium, gegründetes Brückenkopfkastell. Es scheint, dass die Divitenses unter Konstantin I., zwischen 310 (als das Castrum Divitia gegründet wurde) und 312 (als der Kaiser in Italien einmarschierte) aufgestellt wurden. Es ist weiters bekannt, dass im 4. Jahrhundert Vexillationen der Legio VIII Augusta und der Legio II Italica in Divitia standen. Die Divitenses seniores stammen wahrscheinlich von der Legio II Italica ab, da in Italien mehrere Inschriften gefunden wurden, die eine Legio II Italica Divitensium erwähnen. In der Notitia sind allerdings keine Divitenses iuniores verzeichnet. Die Divitenses Gallicani standen in der Armee des Magister militum per Thracias (Ostreich). Vielleicht sind sie die verschollenen, iuniores und wurden umbenannt, bevor sie von Gallien nach Thrakien verlegt wurden. Es könnte auch sein, dass die Divitenses iuniores noch vor der Zusammenstellung der Notitia aufgerieben oder aufgelöst wurden. Der Rest der Legio II Italica zählte zu den Limitanei und scheint als Garnisontruppe in mehreren Kastellen der Provinz Noricum ripense auf. Diese standen unter dem Befehl des Dux Pannoniae Primae et Norici Ripensis. Das Schildmuster ist einfach gehalten. Es zeigt einen roten Grund mit hellblauen Schildbuckel, umgeben von einem weißen und gelben Band, der Schildrand ist ebenfalls gelb. Es ist dem der in der Truppenliste des Magister peditum nachfolgenden Einheit sehr ähnlich, den Tongrecani seniores. Dies deutet darauf hin, dass diese Einheiten bei Feldzügen gemeinsam operierten. Dies wird noch durch den Text des Ammianus erhärtet. Im Abschnitt 27.1.2 erwähnt er Divitenses und Tongrecani die zusammen in Gallien stationiert waren. Er berichtet weiters in 26.6.12, dass die Divitenses Tungricanosque Iuniores im Osten des Reiches eingesetzt wurden. |           |
| Tongrecani seniores   | Das Volk der Tungri siedelte im heutigen Belgien, in der Region um die Stadt Tongres/Tongeren, zur Zeit der Römer die Civitas Tungrorum, die im 4. Jahrhundert zur Provinz Germania Secunda gehörte. In der Notitia werden keine Tungrecani iuniores erwähnt. Es werden nur die - Tungri unter dem Comes Illyrici aufgelistet, sie zählten aber zu den Auxilia palatina, weiters findet sich eine - Cohortis primae Tungrorum, (Limitanei) unter dem Dux Britanniarum, eine Auxilia-Einheit und die - Tunngricani (Limitanei) unter den Comes litoris Saxonici per Britanniam angegeben. Vielleicht wurden die Tungrecani iuniores in den rund 50 Jahren zwischen der Fertigstellung der Chronik des Ammianus und den letzten Aktualisierung an der Notitia ausgelöscht. Es kann jedoch auch sein, dass sie in Notitia unter einem anderen Namen eingetragen wurden. Die Tongrecani seniores könnten von den Legionen abstammen, die in der Belgica II, unter dem Befehl des Dux Belgicae secundae stationiert waren. Dafür kämen – laut A.H.M. Jones – die - Geminiiacenses (Legio-Comitatenses), stationiert in Geminiacum, die - Cortoriacenses (Legio-Comitatenses), stationiert in Cotoriacum und die - Prima Flavia Metis, eine Einheit der Pseudocomitatenses, stationiert im Lager von Metis, in Frage. Sie könnten auch aus einer der Legionen herausgezogen worden sein, die in früheren Jahrhunderten am Rhein lagen. Die, die der Civitas Tungrorum am nächsten lag, war die Legio XXX Ulpia Traiana, in Castra Vetera (Xanten), die Legio I Minervia stand im Lager von Bonna (Bonn), die Legio VIII Augusta hatte ihren Hauptstützpunkt in Argentoratum (Straßburg) und die Legio XXII Primigenia in Mogontiacum (Mainz). Eine ihrer Vexillationen war in der Spätantike im Kastell von Divitia (Deutz) stationiert. Ziegelstempel aus Deutz tragen die Inschrift „LEG XXII CV“, interpretiert als Legio XXII Constantiana Victrix. Da diese Legion nach der Herrschaft Konstantins I. schriftlich nicht mehr bezeugt werden kann, könnten aus ihr die Tongrecani hervorgegangen sein. Eine Bauinschrift, die die Tungricani seniores erwähnt, stammt aus Laupersdorf in der Schweiz. Das Schildmuster der Tongrecani seniores ist recht einfach gestaltet. Es zeigt einen grünen Rand der an ein inneres gelbes Band grenzt. Der Grund ist rot mit einem weiteren gelben (inneren) Band. Der Schildbuckel ist blau, zwischen dem inneren gelben Band und dem Schildbuckel ist der Grund weiß gefärbt. Es ist dem der Divitenses seniores sehr ähnlich. Ihre Position in der Truppenliste und ihre Schildbemalung deuten darauf hin, dass die beiden Einheiten bei Feldzügen vereinigt wurden. Diese Hypothese wird auch durch Ammianus untermauert. Er schreibt im Abschnitt 27.1.2, dass die Divitenses und die Tungrecani im 4. Jahrhundert zusammen in Gallien eingesetzt wurden. In Abschnitt 26.6.12 erwähnt er auch die Divitenses Tungricanosque Iuniores die im Osten operierte. |           |
| Pannoniciani seniores | Der Name Pannoniciani bezieht sich auf die Provinzen der Pannonia. Vermutlich wurde die Einheit ursprünglich dort rekrutiert oder war irgendwann dort stationiert. Ihre Schwestereinheit, die Pannoniciani iuniores, standen in der Armee des Magister militum per Thracias (Ostreich). Es gibt aber keinen stichhaltigen Beweis, dass die Pannoniciani seniores aus einer Legion herausgezogen wurden, die im 4. und 5. Jahrhundert in der Pannonia II stationiert war. Als Stammeinheit kämen neben der Legio V Iovia und der Legio VI Herculia auch die Legio I Adiutrix und Legio II Adiutrix unter dem Dux Valeriae ripensis in Frage. Die ihnen nachfolgende Legion in der Truppenliste des Magister peditum sind die Moesiaci seniores. Dies könnte bedeuten, dass sie bei Feldzügen mit den Pannoniciani seniores vereinigt wurden. In der Notitia werden noch drei weitere pannonische Einheiten (Hilfstruppen) der Limitanei angegeben: die - Cohors prima Augusta Pannoniorum in Tohu, Provinz Augustamnicae unter dem Comes limitis Aegypti (Ostreich), die - Cohortis tertiae Herculeae Pannoniorum in Caelio und die - Cohortis Herculeae Pannoniorum in Arbore, die beiden letzteren standen in der Armee des Dux Raetiae. Das Schildmuster der Bodleian Abschrift zeigt einen roten Rand und einen hellgrünen Schildbuckel, der ebenfalls rot eingefasst ist. Im Zentrum ein Sektorenmuster, das an ein achtspeichiges Rad erinnert. Die Speichen sind dunkelgelb, die Felder dazwischen wechseln sich in dunkelgrün und rot ab. |           |
| Moesiaci seniores     | Der Name bezieht sich auf die beiden mösischen Provinzen. Vermutlich wurden ihre Stammeinheiten dort rekrutiert oder waren irgendwann dort stationiert. Die vorhergehende Einheit in der Truppenliste des Magister peditum sind die Pannoniciani seniores. Dies könnte bedeuten, dass sie bei Feldzügen mit den Moesiaci seniores vereinigt wurden. Ammianus erwähnt im Abschnitt 20.1.3 seiner Chronik „numerisque Moesiacorum duobus“, d. h. „zwei Einheiten der Moesiaci“; Sie überquerten zusammen mit den Heruli und Batavi unter Theodosius dem Älteren den Ärmelkanal nach Britannien. Man könnte sie als zwei Abteilungen einer Moesiaci-Legion (vielleicht in alter Kohortenstärke zu 500 Mann) sehen, zu beachten ist jedoch, dass auch der Dux Moesiae secundae (Ostreich) zwei Hilfstruppeneinheiten der Moesiaci befehligte: die - Milites primi Moesiaci, stationiert in Candidiana und die - Milites Moesiaci, die bei Teglicio lagen. Die Seniores wurde nicht aus einer Legion der Moesia I herausgezogen, sondern stammt von der Legio I Italica ab, die in der Moesia II, Teil der Armee des Dux Moesia secundae war. In der Notitia werden auch noch andere Abteilungen dieser Legion angegeben, die – zusammen mit Legio XI Claudia – in der Moesia II stationiert waren. Es existieren auch schriftliche Nachweise die Annahme erhärten, dass die Moesiaci aus dieser Legion hervorgingen. Eine griechische Inschrift aus der Zeit der Tetrarchie, gefunden in Kotiaeion (Kütahya, TR), erwähnt die Legio I Italica Moesiatika. Eine andere Inschrift, gefunden in Rom, datiert auf die Wende vom 3. auf das 4. Jahrhundert, nennt einen Soldaten, der in der Cohors X. Praetoria gedient hatte. Davor war der Mann elf Jahre lang Lanciarii in der Legione Mesiaca. Im norditalienischen Aquileia, lag am Ende des 3. Jahrhunderts die Armee des Mitkaisers Diokletians, Maximian. Dort kamen auch aus dieser Zeit zahlreiche Inschriften von moesischen Legionären ans Licht. Die Moesier wurden später von seinem Sohn Maxentius in dessen Armee übernommen und im Krieg gegen Konstantin I. eingesetzt. Nach dessen Sieg über Maxentius wurde sie offenbar nach Metz in Gallien (Divodurum Mediomatricorum/Mettis) versetzt. Eine dort aufgefundene Inschrift nennt einen Numero Misiacorum. Vielleicht wurden sie unter Constantius II. wieder zurück nach Aquileia verlegt, als er 352 auch Italien seinen Herrschaftsbereich einverleibte. Eine zeitgenössische Inschrift aus Aquileia, erwähnt ebenfalls den Numero Misacorum; eine andere die Legio I Italica. Das Schildmuster zeigt einen roten Rand und ein schmäleres, gelbes Band im Inneren. Der Schildbuckel ist graublau und von einem gleichfarbigen Band umgeben. Der Grund ist radial in drei große rote Sektoren unterteilt, die sich mit drei kleineren weißen Sektoren abwechseln. Ähnliche Sektormuster führten auch andere der westlichen Legionen: - die Armigeri propugnatores iuniores in der Armee des Comes Africae, - die Pacatianenses, Armee des Comes Illyrici und - die Mattiarii iuniores in der italienischen Feldarmee. Ein Ritzgrafito aus Aquileia von 352 zeigt einen moesischen Soldaten, genauer aus der Provinz Dardania. Nachdem er Moesia verlassen hatte, scheint er fünf Jahre lang bei den Protectores (Leibgarde) gedient zu haben. Sein Schildmuster ähnelt dem der Moesiaci-seniores. |           |
| Octavani              | Die Octavani ("die Achter") sind nach ihrem Namen offenbar aus der Legio VIII Augusta Pia Fidelis Constans hervorgegangen, die bis auf die Zeit Julius Caesars zurückgeht und ihr Stammlager in Argentoratum (Straßburg) hatte. Als die Erstfassung der Notitia Dignitatum erstellt wurde, zählte diese Einheit vermutlich noch zu den Comitatenses. Dies deutet ihre Position in der Truppenliste der Italienarmee an. Sechs der zwölf Legiones palatinae des Westreichs dürften ursprünglich Comitatenses gewesen sein. Eine Inschrift aus Etzgen in der Nordschweiz (371 n. Chr.), erwähnt eine Vexillation der Legion, die dort am Rhein einen Wachturm erbaut hatte. Es ist auch bekannt, dass die Legion im 4. Jahrhundert die Garnison des Brückenkopfkastells Castrum Divitia am östlichen Rheinufer gegenüber der Colonia Augusta (Köln) stellte. Sie war also offenbar vorher teilweise aus Straßburg abgezogen worden, bevor sie um 400 in die Italienarmee des Magister peditum übernommen und in den Rang von palatini aufstiegen. Die Resttruppe in Straßburg dürfte eine Zeitlang unter dem Kommando des Comes tractus Argentoratensis gestanden haben. Das Schildmuster ist denen der Vesontes in der Armee des Comes Hispaniarum sehr ähnlich. Es zeigt einen weißen Grund mit einem roten Schildbuckel. Der Schildbuckel hat ein weißes Zentrum, das vertikal mit einem roten Streifen halbiert ist. Die vier roten halbmondförmigen Embleme auf der Schildbemalung dieser Einheit erinnern an Rasenstecherklingen (die lateinische Bezeichnung ist unbekannt) die von den Legionären beim Lagerbau verwendet wurden. Ein Exemplar konnte in Newstead, Schottland, ausgegraben werden. Es könnte sich dabei aber auch um pelteförmige Dekorationselemente handeln, die häufig in verschiedenen Variationen auf Tabula ansata's zu sehen sind. Solche Tabula's wurden seit dem Prinzipat auf die Schilde aufgemalt, um damit die jeweiligen Einheiten anhand ihrer Ordnungsnummer identifizieren zu können, aber wohl auch als Zierelement, wie mehrere Metopen am Tropaeum Traiani im rumänischen Adamclisi beweisen. Es wäre daher möglich, dass die Schildbemalung der Octavani auf solche Dekorationen zurückgehen. Ein ähnliches Motiv sieht man auf einem Schild, das von einem der Soldaten auf der sogenannten Brescia-Schatulle getragen wird, ein Elfenbeinkästchen aus dem 4. Jahrhundert. |           |
| Thebei                | Der Name der Einheit („Thebaner“) bezieht sich eindeutig auf die ägyptische Provinz Thebaïs. Ob die Thebai aus der Legio I Maximiana herausgezogen wurden, ist in der Forschung umstritten. Es ist auch unklar, ob sie mit den anderen – in der Notita erwähnten – thebäischen Einheiten in Verbindung steht. Mit ziemlicher Sicherheit ist sie aber nicht mit der legendären "Thebäischen Legion" gleichzusetzen, die der Chronist und Offizier Ammianus Marcellinus erwähnt, als er 354 in der Nähe von Adrianopel in Thrakien stationiert war. Ammianus meinte wahrscheinlich die Prima Maximiana Thebaeorum. Die Secunda Felix Valentis Thebaeorum wurde erst unter Valens im späten 4. Jahrhundert aufgestellt. Eines für das spätrömische Heer charakteristischen Truppenpaare bildeten - die Prima Maximiana Thebaeorum, eine Legio comitatenses in der Armee des Magister militum per Thracias (Ostreich) und - die Secunda Flavia Constantia Thebaeorum, eine Legio comitatenses in der Armee des Dux Thebaidos (Ostreich). Sie wurden bis in die Zeit von Theodosius I. bei Feldzügen als gemeinsam operierende Einheit eingesetzt. Diese beiden Verbände waren die Stammeinheiten der in diokletianischer Zeit gegründeten Thebäis. Als die Erstfassung der Notitia Dignitatum erstellt wurde, zählten die Thebei wohl noch zu den Comitatenses, da sie in der Truppenliste des Magister peditum hinter den Auxilia palatina-Einheiten seiner Armee steht, wurde aber später in den Palatinae-Status befördert. Das Schildmuster (Bodleian Manuscript) zeigt einen Schildbuckel, dessen linke Hälfte rot oder kastanienbraun war, während die rechte Hälfte gelb eingefärbt ist. Das Hauptfeld ist halbiert (genauer gespiegelt) und in zwei Bänder unterteilt, die rot und gelb bemalt sind. Dieses Motiv kommt in der Notitia nur bei dieser Einheit vor. |           |
| Septimani iuniores    | Ihr Name Septimani ("die Siebener") leitet sich eindeutig von einer Legio VII ab. Welche ist jedoch unbekannt. - Die Legio VII Gemina Felix war lange in Legio (León, E) stationiert, laut Notitia stand dort unter dem Befehl des Comes Hispaniarum noch eine Resttruppe. - Die Legio VII Claudia war Teil der Armee des Dux Moesiae primae (Ostreich), ihr Stammlager befand sich in Viminatium (Stari Kostalac, SRB). - Die Legio Comitatenses Septima gemina unter dem Magister militum per Orientem (Ostreich) stammt von der Legio VII Gemina Felix ab. - Die Septimani seniores in der Armee des spanischen Comes, dürften ebenfalls aus der alten spanischen Hauslegion herausgezogen worden sein. Die Septimani iuniores scheinen sowohl in der Truppenliste des Comes Tingitaniae als auch in der Gallienarmee des Magister equitum auf. Nach E.C. Nischer ist den Verfassern der Notitia bei ihrer Zuordnung in die Italienarmee ein Fehler unterlaufen. Die italienische Einheit könnte in Wirklichkeit die Septimani seniores gewesen sein, die laut Notitia in der Armee des Comes Hispaniarum standen. Wahrscheinlicher ist, dass die iuniores zuerst in der Tingitania stationiert waren und erst später nach Italien abkommandiert wurden. In der Notitia wurden sie aber aus heute nicht mehr nachvollziehbaren Gründen in der alten Truppenliste nicht gelöscht. Dies geschah auch bei vielen anderen westlichen Einheiten, insbesondere mit denen des Comes Britanniarum, die auch in der Gallienarmee des Magister equitum aufscheinen. Die geographische Nähe Hispaniens zur Tingitania würde für eine Abstammung der Septimani iuniores von der Legio VII Gemina Felix sprechen, da die Provinz auch organisatorisch ein Teil der Diöcesis Hispania war als die Notitia zusammengestellt wurde. Da viele Pseudocomitaneses der Gallienarmee des Magister equitum aus der Donauregion zu stammen scheinen, könnte es aber auch möglich sein, dass die Septimani iuniores aus der Legio VII Claudia hervorgingen. Das Schildmuster (Bodleian Manuscript) zeigt einen Schildbuckel der in schwarz und weiß geviertelt ist. Er ist zusätzlich von zwei weißen Bändern umgeben, der Grund ist abwechselnd in neun rote und weiße, strahlenartige Felder geteilt. Rand ist keiner dargestellt. Ein ähnliches, jedoch farblich anders gestaltetes Motiv führten die Lanciarii Gallicani Honoriani in der Gallienarmee des Magister equitum. |           |
| Germaniciani          | Der Name bedeutet "die Germanen". Vermutlich handelt es sich dabei um die Iuniores-Einheit die entweder in den germanischen Provinzen rekrutiert wurde oder dort gedient hatte, bevor sie in die italienische Feldarmee eingereiht wurde. Auch auf dem Augsburger Siegesaltar (3. Jahrhundert) werden Germaniciani erwähnt. Bei ihnen handelte es sich wahrscheinlich um Angehörige obergermanischer Hilfstruppeneinheiten. In der Notitia wurde über die Verteidigungsstruktur der beiden germanischen Provinzen so gut wie nichts überliefert. Wahrscheinlich die Folge der Barbareninvasionen im 5. Jahrhundert. An weiteren Germaniciani-Einheiten sind - die Germaniciani seniores (Legio-Comitenses), - die Equites Germaniciani seniores (Comitenses), beide unter dem Magister militum per Illyricum (Ostreich) und - die Ala Germanorum (Limitanei) unter dem Dux Thebaidos (Ostreich) in der Notitia aufgelistet. Aus welcher Legion die Germaniciani herausgelöst wurden, ist unbekannt, da im Laufe der Jahrhunderte viele Legionen in den germanischen Provinzen stationiert waren. Das Schildmuster (Bodleian Manuscript) ist recht einfach gehalten. Es zeigt einen hellgrauen oder weißen Schildbuckel, der von einem gelben Band umgeben ist. Der Grund ist dunkelgrün, der Schildrand ist rot. Es ähnelt denen der Galli victores und dem, das generell den Leones seniores in der gallischen Armee des Magister equitum zugeschrieben wird (aber wohl von den Sagittarii Nervii geführt wurde). |           |
| Tertia Iulia          | Der Name bezieht sich wohl sich auf die Gebirgsregion der Julischen Alpen. Sie war eine von drei – vermutlich dort ausgehobenen – Legionen dieses Namens, ihre Schwestereinheiten waren: - die Legio prima Iulia Alpina, Pseudocomitatenses in der italienischen Armee des Magister peditum (siehe unten) und - die Legio secunda Iulia Alpina Pseudocomitatenses unter dem Kommando des Comes Illyrici. Über die Zeit ihrer Aufstellung – wohl gemeinsam mit der Legio I und II – ist nichts bekannt. Wahrscheinlich geschah dies auf Anordnung des Constans, da dieser Kaiser während seiner Herrschaft mehrere Legionen ausheben ließ. Sie waren vielleicht einst die Kerntruppen der Armee des Comes Italiae. Das Schildmuster des Bodleian Manuscripts zeigt einen weißen Schildbuckel, umgeben von einem roten Rand auf violetten oder indigoblauen Grund. Es ähnelt stark einigen anderen in der Notitia überlieferten Schildmotiven: dem, - der Comites seniores, Vexillationes palatinae, - der Honoriani Atecotti iuniores, Auxilia palatina, beide in der Italienarmee des Magister peditum, - der Honoriani Atecotti seniores, Auxilia palatina, - der Prima Flavia Gallicana Constantia, - der Martenses, beide Pseudocomitatenses, - der Atecotti iuniores Gallicani (vermutlich Auxilia palatina), in der Gallienarmee des Magister equitum, - der Fortenses, - der Undecimani, zwei Legiones comitatenses unter den Comes Hispaniarum, - der Secunda Flavia Constantiniana, eine Legio comitatenses unter den Comes Tingitaniae und - die Secundani, eine Legio comitatenses in der Armee des Magister militum per Illyricum (Ostreich). Die Legio III hat möglicherweise nach ihrer Beförderung zu Comitatenses die Farben ihres Schildmuster gewechselt. Die Legio I und Legio II hingegen dürften ihre Farbgebung beibehalten haben. |           |

| Einheiten                          | Bemerkung | Abbildung |
| ---------------------------------- | --- | --------- |
|                                    | Comitatenses – Vexillationes comitatenses |           |
| Equites Mauri feroces (Kavallerie) | Mauri leitet sich ursprünglich von den Mauren, ein in Nordafrika ansässiges Volk, ab. In der Spätantike bezeichnete er im römischen Militär keine ethnische Zugehörigkeit, sondern eine Art Spezialeinheit. Welche ist jedoch schwer zu sagen: möglicherweise eine nur leichtgepanzerte und -bewaffnete Einheit. Feroces steht für wild und ungestüm. In der Notitia kein ungewöhnlicher Name. Eine andere solche Einheit, die Equites Constantiani feroces stand in der Armee des Magister equitum Gallicarum. Das Schildmuster zeigt einen weißen Grund, umgeben von einem grünen Band. Der Schildbuckel ist in gelb gehalten. Im Zentrum sind zwei rote, sich aufbäumende Caniden zu sehen, die einander gegenüberstehen. Wahrscheinlich stellen sie Wölfe dar. Solche sieht man auch auf den Schildern der Equites Honoriani seniores, allerdings in einer anderen Farbgebung. Das Wolfsmotiv findet sich auch in der Schildbemalung der Grati, eine Einheit der Auxilia palatina. |           |
|                                    | Comitatenses (unbestimmt) |           |
| Victores seniores                  | Die Einheit findet sich nicht in der Liste des Magister peditum. Der Ehrenname Victores (= die Siegreichen) wurde laut Ammianus Marcellinus an eine im Kampf bewährte Einheit unter dem Befehl des Flavius Theodosius im Jahr 368 während seines Feldzugs in Britannien vergeben. A. H. M. Jones setzt die Victores Seniores mit den Victores iuniores Britannicianni gleich. Sie könnten aber auch während der Zusammenstellung der Endfassung der Notitia Dignitatum in einer Schlacht aufgerieben und deshalb nicht mehr aus dem Register gelöscht worden sein. |           |
| Placidi Valentinianici felices     | Über sie ist außer dem Eintrag in der Notitia Dignitatum nichts bekannt. A. H. M. Jones vermutete, dass sie um 420 unter Valentinian III. aufgestellt wurden und deswegen nicht in der für die ursprünglich vorgesehenen Liste eingetragen wurden. Vielleicht wurden sie auch direkt in die Italienarmee des Magister peditum übernommen. |           |
|                                    | Comitatenses – Legiones pseudocomitatenses |           |
| Pontinenses                        | Der Name dieser Einheit leitet sich vermutlich vom lateinischen Pontus („Brücke“) ab. Im römischen Reich existierten mehrere Militärstandorte dieses Namens. In der westlichen Notitia findet sich das Lager Ponte Aoni (Pfaffenhofen am Inn, D), das als Stationierungsort der Equites stablesiani iuniores, Armee des Dux Raetiae angeführt ist, bevor sie nach Febians verlegt wurden. Dieser Ort läge auch dem Einsatzgebiet der italienischen Feldarmee am nächsten. In Ponte Aeli (Newcastle-upon-Tyne, GB) stand die Cohortis primae Cornoviorum unter dem Dux Britanniarum. In diesem Fall handelt es sich sowohl um das Lager von Auxiliaren als auch um eine Einheit, die vermutlich innerhalb des Zeitraums, in der die Notitia aktualisiert wurde, aus Britannien abgezogen wurde. Diese Kohorte wird nur in der Notitia erwähnt. Die Brücke in Pons Aelius war auch insofern ungewöhnlich bzw. bedeutend, da sie die einzige außerhalb der Stadt Rom war, die nach einem Kaiser, Hadrian, benannt wurde. Die Pontinenses könnten theoretisch auch von der Legio I Pontica abstammen. Eine in das Jahr 288 datierbare Inschrift aus Colybrassus (Ayasofya, TR) und eine aus dem 4. Jahrhundert aus Trapezus am Pontus (Trabzon, TR), erwähnen diese Legio. Als die Notitia erstellt wurde, lag sie immer noch dort und stand unter dem Befehl des Dux Armeniae (Ostreich). Das Schildmuster (Bodleian Manuscript) zeigt einen dunkelblauen Schildbuckel, der von einem weißen Band umgeben ist, darunter eine stilisierte weiße Säule oder Stele. Grund und Schildrand sind dunkelgrün, getrennt von einem ockergelben Band. |           |
| Prima Iulia                        | Über die Zeit ihrer Aufstellung – wohl gemeinsam mit der Legio II und III – ist nichts bekannt. Möglicherweise wurde sie, soweit sich aus dem Cognomen ableiten lässt, im Auftrag des Crispus aufgestellt. Sie könnte aber auch während der Herrschaft seines Bruders Constans (337-350) gegründet worden sein, da dieser Kaiser während seiner Herrschaft mehrere Legionen ausheben ließ. Es muss sich bei ihr um eine Einheit der Schutztruppe der Provinz Alpes Cottiae (d. h. die Region zwischen Briançon (F) und Susa (I) handeln. Der Name der Legion scheint sich – wie bei ihren beiden Schwestereinheiten – ebenfalls auf die Region der Julischen Alpen zu beziehen, in der sie vermutlich rekrutiert wurde. - Die Legio secunda Iulia Alpina (Pseudocomitatenses), stand unter dem Kommando des Comes Illyrici, - die Tertia Iulia Alpina, Comitatenses, war ebenfalls Teil der Italienarmee des Magister peditum (siehe oben). Sie könnte einst zu den Kerntruppen des Comes Italiae gezählt zu haben. Das Schildmuster (Bodleian Manuscript) zeigt einen weißen Rand, ein dunkelgrünes Hauptfeld (Schildbuckel?) und in der unteren Hälfte einen in grau gehaltenen, jagenden Caniden, vermutlich ein Wolf. |           |

### Foederaten
| Einheiten | Bemerkung | Abbildung |
| --- | --- | --------- |
| | Gentes – Gentile |           |
| | - Foederaten (lat. Singular foederatus, Plural foederati): eine Gruppe von Nichtrömern, mit denen ein Vertrag (foedus) geschlossen worden war. In der Forschung wird diese Bezeichnung zumeist in Bezug auf die Spätantike (4. bis 6. Jahrhundert n. Chr.) für „barbarische“ Kontingente verwendet, die unter ihren eigenen Anführern kämpften und als Gegenleistung von Rom Versorgungsgüter und oft auch Siedlungsland zugewiesen bekamen. - gens (lateinisch, wörtlich „[das] Geschlecht“; Plural: gentes): galt ursprünglich als Bezeichnung für eine Sippe oder Gruppe von Familien, später bezeichnete man so im weiteren Sinne auch einen Volksstamm oder ein Volk mit gemeinsamer Abstammung. Wie aus einem Dokument von 370 oder 373 n. Chr. hervorgeht, hatten sie scheinbar nur wenige Kontakte mit römischen Provinzialen bzw. waren ihnen diese verboten worden. |           |
| - Praefectus Sarmatarum gentilium Apuliae et Calabriae - Praefectus Sarmatarum gentilium per Brittios et Lucaniam | Ab dem 3. Jahrhundert wurden Stammesangehörige des mittelasiatischen Reitervolks der Sarmaten im ganzen römischen Reich angesiedelt, ihre kampfstarke und schwer gepanzerte Kavallerie (Kataphrakten) wurde in die römischen Armeen integriert. In der Notitia werden 18 sarmatischer Siedlungen in Gallien und Italien angegeben. Stationierungsorte in Italien waren: - Foro Fuluiensi, - Opittergii, - Patavio, - Cremona, - Taurinis, - Aquis presso Tertona, - Novariae, - Vercellis, nel Sannio, - Bononiae et Aemilia und - Quadratis et Eporizio et Liguria a Pollentia. Die sarmatischen Einheiten in Italien könnten auch z. T. von jenen Sarmatenkriegern abstammen, die Konstantin I. (306 bis 337) auf der Halbinsel angesiedelt hatte. Diese waren jedoch Kriegsgefangene und, wie Theodor Mommsen betonte, „wohl einfache Colonen, nicht Militarcolonisten“.   |           |

### Marineeinheiten
| Einheiten                                                            | Bemerkung | Abbildung |
| -------------------------------------------------------------------- | --- | --------- |
|                                                                      | Classes |           |
| Praefectus militum iuniorum Italicorum, Ravennae                     | |           |
| Praefectus classis Venetum, Aquileiae                                | Die Flotte wurde im 4. Jahrhundert zur Sicherung der oberen Adriaküste (Mare Adriaticum) gegründet. Flottenstützpunkte waren: Aquileia, Parentium und Pola. |           |
| Praefectus classis Ravennatium cum curis eiusdem civitatis, Ravennae | Eine der Hauptflotten des Römischen Reiches, sie war seit dem 1. Jahrhundert v. Chr. im Kriegshafen Classe stationiert. Im 4. Jahrhundert wurde sie aufgelöst. Ihre Einheiten wurden nach Konstantinopel verlegt. |           |
| Praefectus classis Comensis cum curis eiusdem civitatis, Como        | Die Flotte wurde im 4. Jahrhundert aufgestellt und sicherte die Ufer des Comer Sees. Haupthafen war Comum. |           |
| Praefectus classis Misenatium, Miseno                                | Eine der Hauptflotten (classis praetoria Misenensis) des Römischen Reiches lag seit dem 1. Jahrhundert im Kriegshafen von Misenum. Innenpolitisch bedeutsam waren vor allem die hier stationierten Marinesoldaten (manipularius). Lange Zeit hindurch waren sie die einzige nennenswerte bewaffnete Kraft in der Nähe der Hauptstadt Rom. Sie konnten von den Kaisern im Notfall – neben den Stadtkohorten – gegen die wankelmütige Palastgarde (Prätorianer) eingesetzt werden. Im 4. Jahrhundert wurden die Stützpunkte der Hauptflotten aufgelöst und ihre Einheiten nach Konstantinopel verlegt. Sie bildeten später den Grundstock der oströmischen bzw. byzantinischen Flotte. |           |

## Fabricae

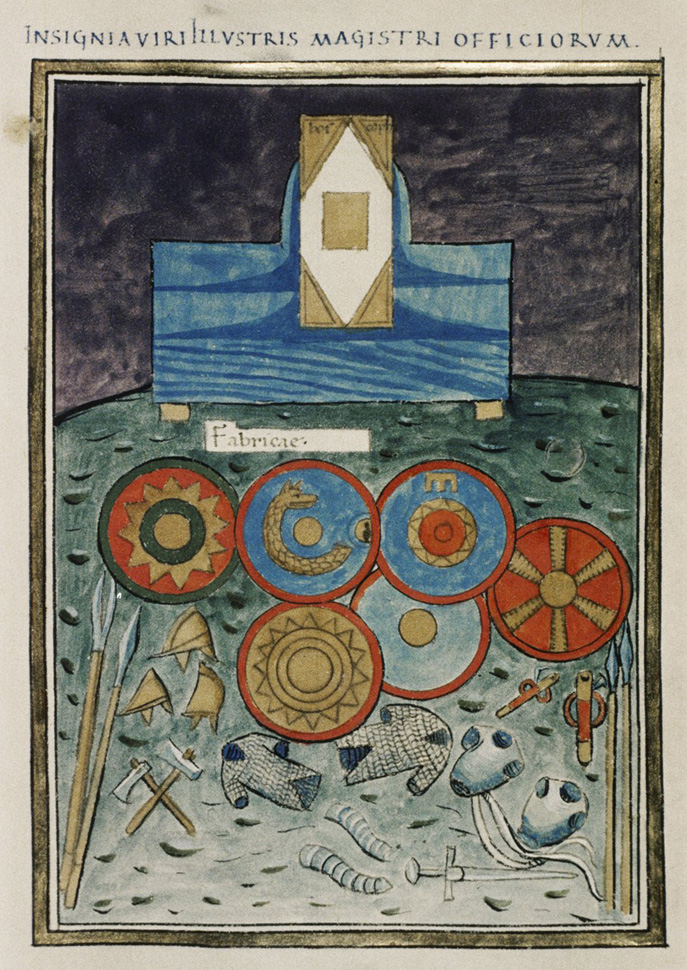
Notitia Dignitatum: Insignien des Magister officiorum (Westreich) mit Darstellung von Ausrüstungsgegenständen (Clibanaria)

Die staatlich organisierte römische Rüstungsproduktion entstand in der Zeit der Tetrarchie, während der Herrschaft Kaiser Diokletians (284–305). In dieser Zeit nahm die Zahl der dafür erforderlichen Werkstätten (fabricae) sprunghaft zu. Die gesamte Produktion wurde in einem Zentralisierungsschema erfasst, das mit der administrativen Neuorganisation der Provinzen einherging. Der kontinuierliche Nachschub der Armee mit Waffen aller Art konnte so ohne größere Probleme bewältigt werden. Möglich wurde dies auch durch die Spezialisierung der einzelnen Fabricae. Im Kapitel des Magister officiorum werden für Italien vier Standorte für Waffenfabriken aufgelistet:
- Veronensis scutatria et armorum (Schilde und Waffen in Verona),
- Mantuana loricaria (Körperpanzer in Mantua),
- Cremonensis scutaria (Schilde in Cremona),
- Ticinensis arcuaria (Pfeilbogen am Ticino)
- Lucensis spatharia (Schwerter in Lucca)[71]